# ورنوپیی
ورنوپیی (به لاتین: Varnupiai) یک منطقهٔ مسکونی در لیتوانی است که در Marijampolė municipality واقع شده‌است.

## خصوصیات
ورنوپیی ۲۱۰ نفر جمعیت دارد.